# 松浦の万葉
松浦の万葉（まつらのまんよう）は日本最古の歌集万葉集の和歌約4500首のうち唐津・東松浦に関係する30首のことである。主に玉島川の歌や佐用姫を偲んだ歌が主体。726年（神亀3年）に山上憶良が筑前国守、728年（神亀5年）に大伴旅人が太宰帥に任命されたことが大きく影響している。

## 玉島川に関する歌
玉島川や松浦川に関する歌。
1. 漁する海人の児どもと人はいへど見るに知らえぬ良人の子と
  - （大伴旅人　巻5・853）
2. 玉島のこの川上に家はあれど君を恥しみ顕さずありき
  - （大伴旅人　巻5・854）
3. 松浦川川の瀬光り鮎釣ると立たせる妹が裳の裾濡れぬ
  - （大伴旅人　巻5・855）
4. 松浦なる玉島川に鮎釣ると立たせる子らが家路知らずも
  - （大伴旅人　巻5・856）
5. 遠つ人松浦の川に若あゆ釣る妹が手本をわれこそ巻かめ
  - （大伴旅人　巻5・857）
6. 若鮎釣る松浦の川の川波の並にし思はばわれ恋ひめやも
  - （大伴旅人　巻5・858）
7. 春されば吾家の里の川門には鮎児さ走る君待ちがてに
  - （大伴旅人　巻5・859）
8. 松浦川七瀬の淀はよどむともわれはよどまず君をし待たむ
  - （大伴旅人　巻5・860）
9. 松浦川川の瀬早み紅の裳の裾濡れて鮎か釣るらむ
  - （大伴旅人　巻5・861）
10. 人皆の見らむ松浦の玉島を見ずてやわれは恋ひつつ居らむ
  - （大伴旅人　巻5・862）
11. 松浦川玉島の浦に若鮎釣る妹らを見らむ人の羨しさ
  - （大伴旅人　巻5・863）
12. 君を待つ松浦の浦の娘女らは、常世の国の天娘女かも
  - （吉田宣　巻5・865）
13. 帯日売神の命の魚釣らすと、御立たしせりし石を誰見き
  - （山上憶良　巻5・869）
14. 百日しも行かぬ松浦路今日行きて、明日は来なむを何か障れる
  - （山上憶良　巻5・870）

## 鏡山に関する歌
鏡山（佐用姫（佐用比売）伝説）に関する歌。

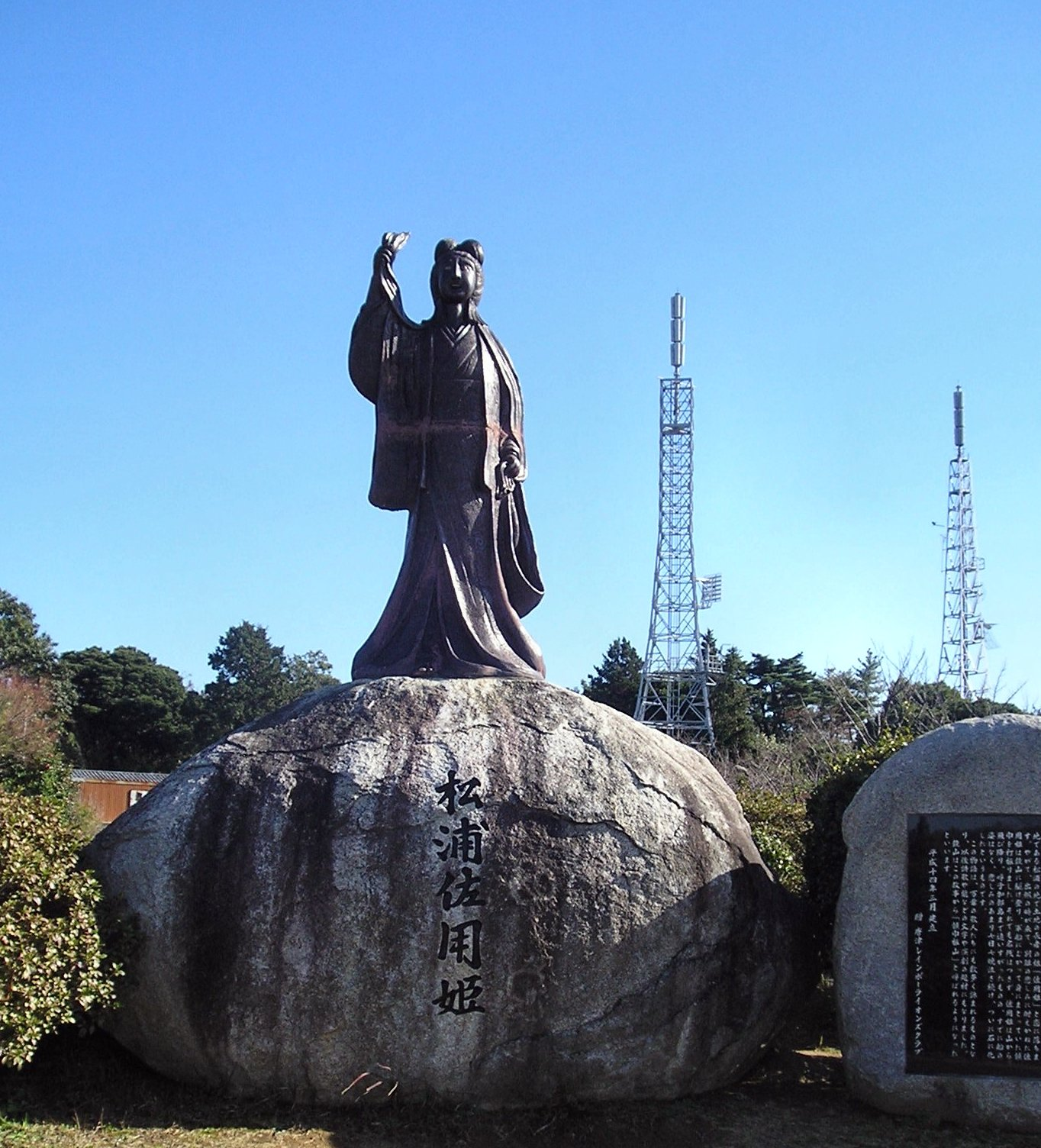
鏡山の松浦佐用姫像

1. 松浦縣佐用比売の子が領巾振りし山の名のみや聞きつつ居らむ
  - （山上憶良　巻5・868）
2. 遠つ人松浦佐用比売夫恋に領巾振りしより負へる山の名
  - （大伴旅人　巻5・871）
3. 山の名と言ひ継げとかも佐用比売がこの山の上に領巾を振りけむ
  - （大伴旅人　巻5・872）
4. 万代に語り継げとしこの嶽に領巾振りけらし松浦佐用比売
  - （大伴旅人　巻5・873）
5. 海原の沖行く船を帰れとか領巾振らしけむ松浦佐用比売
  - （山上憶良　巻5・874）
6. 行く船を振り留みかね如何ばかり恋しくありけむ松浦佐用比売
  - （山上憶良　巻5・875）
7. 音に聞き目にはいまだ見ず佐用比売が領巾振りきとふ君松浦山
  - （三島王　巻5・883）

## 神集島に関する歌
神集島に関する遣新羅使の和歌。
1. 帰り来て見むと思ひしわが屋外の秋萩薄散りにけむかも
  - （秦田麿　巻15・3681）
2. 天地の神を祈ひつつ吾待たむ早来ませ君待たば苦しも
  - （娘子　巻15・3682）
3. 君を思い吾が恋ひまくはあらたまの立つ月毎に避くる日もあらじ
  - （遣新羅使　巻15・3683）
4. 秋の夜を長みにかあらむ何そここば眠の寝らえぬも独り寝ればか
  - （遣新羅使　巻15・3684）
5. 足姫御船泊けてけむ松浦の海妹が待つべき月は経につつ
  - （遣新羅使　巻15・3685）
6. 旅なれば思ひ絶えてもありつれど家にある妹し思ひがなしも
  - （遣新羅使　巻15・3686）
7. あしひきの山飛び越ゆる雁がねは都に行かば妹に逢ひて来ね
  - （遣新羅使　巻15・3687）

## 松浦舟に関する歌
松浦舟に関する歌。
1. さ夜深けて堀江漕ぐなる松浦船楫の音高し水脈早みかも
  - （作者不詳　巻7・1143）
2. 松浦舟さわく堀江の水脈早み楫取る間なく思ほゆるかも
  - （作者不詳　巻12・3173）